# Mistrovství světa v šachu žen 1949/1950
Osmý turnaj mistrovství světa v šachu žen proběhl od 19. prosince 1949 do 19. ledna 1950 v Moskvě v Sovětském svazu. Turnaj uspořádala FIDE z cílem najít novou mistryni světa na trůn osiřelý po tragické smrti Věry Menčíkové. Zúčastnilo se 16 šachistek z 12 zemí (Sovětský svaz, NDR, Anglie, Francie, Nizozemsko, Itálie, Maďarsko, Kuba, Československo, USA, Dánsko a Polsko), které vybrala FIDE. Hrálo se systémem každá s každou. První čtyři místa v turnaji obsadily sovětské šachistky. Ziskem 11,5 bodu zvítězila Ljudmila Ruděnková s devíti výhrami, pěti remízami a jen jednou porážkou. Druhá skončila Olga Rubcovová s 10,5 body a o třetí a čtvrté místo se dělily Valentina Borisenková a Jelizaveta Bykovová.

## Tabulka
| č. | Šachistka                | Země             | 1 | 2 | 3 | 4 | 5 | 6 | 7 | 8 | 9 | 10 | 11 | 12 | 13 | 14 | 15 | 16 |  | + | −  | = | Body | Pořadí |
| -- | ------------------------ | ---------------- | - | - | - | - | - | - | - | - | - | -- | -- | -- | -- | -- | -- | -- |  | - | -- | - | ---- | ------ |
| 1  | Ljudmila Ruděnková       | Sovětský svaz    |   | 1 | ½ | 1 | ½ | ½ | ½ | 1 | 1 | 1  | 1  | 1  | 0  | 1  | ½  | 1  |  | 9 | 1  | 5 | 11½  | 1      |
| 2  | Olga Rubcovová           | Sovětský svaz    | 0 |   | 1 | 1 | ½ | ½ | ½ | 0 | ½ | 1  | 1  | 1  | 1  | 1  | 1  | ½  |  | 8 | 2  | 5 | 10½  | 2      |
| 3  | Valentina Borisenková    | Sovětský svaz    | ½ | 0 |   | ½ | 1 | 1 | 1 | 0 | 0 | 0  | 1  | 1  | 1  | 1  | 1  | 1  |  | 9 | 4  | 2 | 10   | 3—4    |
| 4  | Jelizaveta Bykovová      | Sovětský svaz    | 0 | 0 | ½ |   | 1 | 1 | 1 | 1 | 0 | 1  | ½  | ½  | 1  | 1  | ½  | 1  |  | 8 | 3  | 4 | 10   | 3—4    |
| 5  | Edith Keller-Herrmannová | Východní Německo | ½ | ½ | 0 | 0 |   | 1 | 0 | 1 | 1 | ½  | 1  | 0  | 1  | 1  | 1  | 1  |  | 8 | 4  | 3 | 9½   | 5—7    |
| 6  | Eileen Betsy Tranmerová  | Anglie           | ½ | ½ | 0 | 0 | 0 |   | 1 | 1 | 1 | ½  | ½  | 1  | 1  | 1  | ½  | 1  |  | 7 | 3  | 5 | 9½   | 5—7    |
| 7  | Chantal Chaudé de Silans | Francie          | ½ | ½ | 0 | 0 | 1 | 0 |   | 1 | 0 | ½  | 1  | 1  | 1  | 1  | 1  | 1  |  | 8 | 4  | 3 | 9½   | 5—7    |
| 8  | Fenny Heemskerková       | Nizozemsko       | 0 | 1 | 1 | 0 | 0 | 0 | 0 |   | 1 | ½  | ½  | 1  | 1  | ½  | 1  | ½  |  | 6 | 5  | 4 | 8    | 8      |
| 9  | Clarice Beniniová        | Itálie           | 0 | ½ | 1 | 1 | 0 | 0 | 1 | 0 |   | 0  | 0  | ½  | 0  | 1  | 1  | 1  |  | 6 | 7  | 2 | 7    | 9      |
| 10 | Józsa Lángosová          | Maďarsko         | 0 | 0 | 1 | 0 | ½ | ½ | ½ | ½ | 1 |    | ½  | 0  | 0  | 0  | 1  | ½  |  | 3 | 6  | 6 | 6    | 10—11  |
| 11 | María Teresa Moraová     | Kuba             | 0 | 0 | 0 | ½ | 0 | ½ | 0 | ½ | 1 | ½  |    | 1  | 1  | 1  | 0  | 0  |  | 4 | 7  | 4 | 6    | 10—11  |
| 12 | Nina Hrušková-Bělská     | Československo   | 0 | 0 | 0 | ½ | 1 | 0 | 0 | 0 | ½ | 1  | 0  |    | 0  | ½  | 1  | ½  |  | 3 | 8  | 4 | 5    | 12—14  |
| 13 | Gisela Gresserová        | USA              | 1 | 0 | 0 | 0 | 0 | 0 | 0 | 0 | 1 | 1  | 0  | 1  |    | 0  | 0  | 1  |  | 5 | 10 | 0 | 5    | 12—14  |
| 14 | Mona May Karffová        | USA              | 0 | 0 | 0 | 0 | 0 | 0 | 0 | ½ | 0 | 1  | 0  | ½  | 1  |    | 1  | 1  |  | 4 | 9  | 2 | 5    | 12—14  |
| 15 | Ingrid Larsenová         | Dánsko           | ½ | 0 | 0 | ½ | 0 | ½ | 0 | 0 | 0 | 0  | 1  | 0  | 1  | 0  |    | 1  |  | 3 | 9  | 3 | 4½   | 15     |
| 16 | Róża Hermanowá           | Polsko           | 0 | ½ | 0 | 0 | 0 | 0 | 0 | ½ | 0 | ½  | 1  | ½  | 0  | 0  | 0  |    |  | 1 | 10 | 4 | 3    | 16     |